# Wałerij Smolij
Wałerij Andrijowycz Smolij (ukr. Валерій Андрійович Смолій, ur. 1 stycznia 1950 w Awratynie) – ukraiński historyk, dyrektor Instytutu Historii Ukrainy Narodowej Akademii Nauk Ukrainy. Członek Narodowej Akademii Nauk Ukrainy.
Ukończył studia w Instytucie nauczycielskim w Kamieńcu Podolskim (obecnie Kamieniec Podolski Uniwersytet Narodowy im. Iwana Ohijenki).

## Odznaczenia
- Order Księcia Jarosława Mądrego V, IV, III, II, I klasy (1999, 2004, 2011, 2014, 2019)[1][2][3][4][5]
- Wielki Oficer Orderu Infanta Henryka (Portugalia, 1998)[6]